# ホセ・アンヘル・クレスポ
ホセ・アンヘル・クレスポ・リンコン（José Ángel Crespo Rincón 、1987年2月9日 - ）は、スペイン・セビリア出身の元サッカー選手。現役時代のポジションはディフェンダー。

## 経歴

### クラブ
セビージャFCの下部組織出身で、2005年12月21日のヘタフェCF戦でデビューした。2007-08シーズンは、シーズン序盤のアントニオ・プエルタの死去により、常にトップチームに帯同するようになった。2009-10シーズンはラシン・サンタンデールへレンタル移籍した。2010年7月、カルチョ・パドヴァに完全移籍した。
2011-12シーズンよりボローニャFCに完全移籍した。
2015年7月27日、アストン・ヴィラFCに移籍した。
2016年7月、PAOKテッサロニキに移籍した。

### 代表
2006年にスペインU-21代表に選出された。

## タイトル
セビージャB
- セグンダ・ディビシオンB: 2006-07[4]

セビージャ
- UEFAカップ: 2005-06[5]

PAOK
- ギリシャ・スーパーリーグ: 2018-19[6]
- ギリシャ・フットボールカップ: 2016-17, 2017-18, 2018-19,[6] 2020-21[7]

APOEL
- キプロス・ファーストディビジョン: 2023-24

U-19スペイン代表
- UEFA U-19欧州選手権: 2006[8]